# 청마문학상
청마문학상은 통영 출신의 유치환 시인을 기리는 문학상이다. 청마문학상운영위원회(위원장 문덕수)는 국제펜클럽, 한국문인협회, 한국현대시인협회, 청마문학회, 통영문인협회 각 1명씩 5명의 심사위원을 구성,  심사를 통해 청마문학상 수상작으로 선정한다.

## 역대 수상 작품
| 회     | 수상년도 | 작가   | 작품                                                                                |
| ------ | -------- | ------ | ----------------------------------------------------------------------------------- |
| 제1회  | 2000년   | 김춘수 |                                                                                     |
| 제2회  | 2001년   | 김윤성 | 시집 '바다와 나무와 돌' ISBN 89-85340-13-1                                          |
| 제3회  | 2002년   | 조영서 | ‘새, 하늘에 날개를 달아주다’(문학수첩) ISBN 89-8392-103-X 03810                     |
| 제4회  | 2003년   | 서우승 | 시조집‘카메라 탐방’(태학사) ISBN 9788976266187                                      |
| 제5회  | 2004년   | 허만하 | 시집 ‘비는 수직으로서서 죽는다’ISBN 9788981333379· 산문집 ‘청마풍경’ISBN 8981334722 |
| 제6회  | 2005년   | 함동선 | 시선집 '함동선 시 99선'(선,2004) ISBN 9788986509342                                 |
| 제7회  | 2006년   | 문덕수 | ‘문덕수시전집’(시문학사, 2006) ISBN 9788958590484                                   |
| 제8회  | 2007년   | 김종길 | 시집 〈해가 많이 짧아졌다〉ISBN 9788981337230                                       |
| 제9회  | 2008년   | 김윤식 | ‘김윤식의 비평수첩’ ISBN 89-8392-158-7                                              |
| 제10회 | 2009년   | 김광림 | 시집 '허탈 하고플 때'(2007년) ISBN 978-89-86271-77-5                                |
| 제11회 | 2010년   | 이광석 | '바다 변주곡' ISBN 978-89-6104-059-4                                                |
| 제12회 | 2011년   | 김시철 | '어디로 가셨을까 이 집 주인은' ISBN 978-89-89291-32-9                               |
| 제13회 | 2012년   | 박재릉 | 시집 '가야의 혼' ISBN 978-89-89291-32-9                                             |
| 제14회 | 2013년   | 신세훈 | '사미인곡' ISBN 9788985747295                                                       |
| 제15회 | 2014년   | 차영한 | 비평집 '니힐리즘 너머 생명시의 미학' ISBN 978-89-89291-32-9                         |
| 제16회 | 2015년   | 정끝별 | 시집 '은는이가' ISBN 978-89-546-2624-8                                              |
| 제17회 | 2016년   | 김언희 | 시집 '보고싶은 오빠' ISBN 978-89-364-2396-4                                         |
| 제18회 | 2017년   | 천양희 | 시집 '새벽에 생각하다' ISBN 978-89-320-2996-2                                       |

## 특별상
- 2009년 제10회 청마 문학연구상: 쉬리밍[6]
- 2010년 제11회 신인상 : 류인서, '여우' 박지현 시조시인, '저물 무렵의 시'
- 2011년 제12회 신인상 : 하린, 시집 '야구공을 던지는 몇 가지 방식'
- 2012년 제13회 신인상 : 이솔, '수묵화 속 새는 날아오르네' 박희정 시조시집, '들꽃사전'

## 참고
1. ↑  청마문학상
2. ↑  조영서 시인 청마문학상 수상
3. ↑  청마문학상에 서우승씨
4. ↑  '사미인곡' 신세훈 시인 올해 청마문학상
5. ↑  차영한 시인, 올해 청마문학상 수상
6. ↑  靑馬문학연구상 받는 中 쉬리밍씨